# Autorità interregionale di bacino della Basilicata
L'Autorità interregionale di bacino della Basilicata è una delle Autorità istituite a seguito dell'art. 13 della legge del 18 maggio 1989, n. 183, con un'intesa fra le amministrazioni regionali della Basilicata, della Puglia e della Calabria.
L'ente gestisce il bacino idrografico dei fiumi Bradano, Basento, Cavone, Agri, Sinni, Noce. Il territorio in cui opera ha una superficie di 8.830 km² suddivisi tra 72 comuni della provincia di Potenza, 31 della provincia di Matera, 7 della città metropolitana di Bari, 2 della provincia di Taranto e 6 della provincia di Cosenza.
La sede amministrativa è a Potenza.